# Piżmian właściwy
Piżmian właściwy (Abelmoschus moschatus Medik.), nazywany także ketmią piżmową – gatunek rośliny jednorocznej należący do rodziny ślazowatych (Malvaceae). Występuje w stanie dzikim w tropikach Azji południowo-wschodniej sięgając do północnej Australii i wysp Fidżi. Poza tym szeroko rozpowszechniony w tropikach w uprawie oraz jako gatunek inwazyjny.

## Morfologia
PokrójRoślina o wysokości 1–2 m.
LiścieDłoniaste, 5–7 klapowane, o ząbkowanych brzegach.
KwiatyŻółte, o średnicy do 7 cm. Mają 5 płatków (dołem podbarwionych na czerwono), 1 słupek i liczne pręciki zrośnięte w rurkę.
OwoceZielona, pokryta puszkiem torebka.

## Zmienność
Wyróżnia się dwa podgatunki:
- Abelmoschus moschatus Medik. subsp. moschatus – podgatunek nominatywny
- Abelmoschus moschatus Medik. subsp. tuberosus (Span.) Borss. Waalk.

## Zastosowanie
Podgatunek A. moschatus subsp. tuberosus wykorzystywany jest tylko jako roślina ozdobna. Szersze zastosowanie na podgatunek typowy:
- Roślina lecznicza:
  - Surowiec zielarski : owoce posiadają śluz, który łagodzi dolegliwości osób z chorobami żołądka.
  - Zbiór i suszenie : owoce są zbierane, gdy są jeszcze niedojrzałe i miękkie.
- Sztuka kulinarna: młode liście i owoce można gotować, suszyć, marynować czy mrozić. Jadalne są również nasiona, które przed spożyciem smaży się. Zawierają one około 25% tłuszczu. Tłuszcz ten po wyekstrahowaniu służy do produkcji margaryny.
- Roślina włóknodajna.
- Kosmetyka: z nasion wytwarza się pachnidło.